# Parque nacional Zahamena
El parque nacional Zahamena es un parque nacional en Madagascar, ubicado a 50 km al noroeste de la ciudad de Toamasina, cerca del lago Alaotra, en las regiones de Alaotra-Mangoro y Analanjirofo.
El complejo de áreas protegidas de Zahamena está conformado por el parque y una reserva natural integral. Zahamena pertenece al bosque del este de Madagascar, es uno de los sitios clasificados como Patrimonio Natural Mundial. Se encuentra a una altitud entre 400 y 1600 m.
El Complejo de Áreas Protegidas de Zahamena cubre 64,370 ha, de las cuales 42,300 ha corresponden al parque nacional y 22,100 a la reserva. Una gran parte de la Reserva Natural Estricta es el núcleo central del complejo de áreas protegidas. Tiene una vocación de conservación únicamente, por lo que los turistas no pueden acceder a ella.

## Historia
El parque fue creado inicialmente en 1927 como una reserva natural integral, luego fue clasificado como parque nacional en 1997. También hace que las pluviselvas de Atsinanana estén clasificados como Patrimonio de la Humanidad por la Unesco desde 2007.

## Biodiversidad

### Fauna silvestre
Este parque alberga 112 especies de aves, 62 especies de anfibios, 29 especies de peces, 46 especies de reptiles, así como 48 especies de mamíferos, incluidas 13 especies de lémures.

### Flora
En Zahamena se conocen 151 especies de pteridofitas, 60 especies de orquídeas, 22 especies de palmeras, 10 especies de pandanus y 511 especies de plantas leñosas. Los inventarios de plantas leñosas realizados desde 1995 indican un promedio de 1.450 árboles por hectárea con un dosel de 20 m de altura.

## Acceso
Se puede llegar al parque por la carretera nacional 2 Antananarivo - Toamasina. En Moramanga, tomar la RN 44, una carretera secundaria, y pasar por Ambatondrazaka, hasta el pueblo de Antanandava. A partir de ahí es necesario tomar una pista de 8 km hasta la entrada del parque en Ankosy. Esta pista solo es transitable en la estación seca. También hay una línea de taxis entre Antananarivo y Antandandava.
En Antanandava hay una oficina del parque que organiza visitas guiadas.